# لائورا توریزی
لائورا توریزی (ایتالیایی: Laura Torrisi؛ زادهٔ ۷ دسامبر ۱۹۷۹) بازیگر اهل ایتالیا است.
از فیلم‌ها یا سریال‌های تلویزیونی که وی در آن‌ها نقش داشته است، می‌توان به گناه و شرم، برداشت نخست خوب و حریم شکسته اشاره نمود.